# フランソワ＝ジョアシャン・ド・ピエール・ド・ベルニ

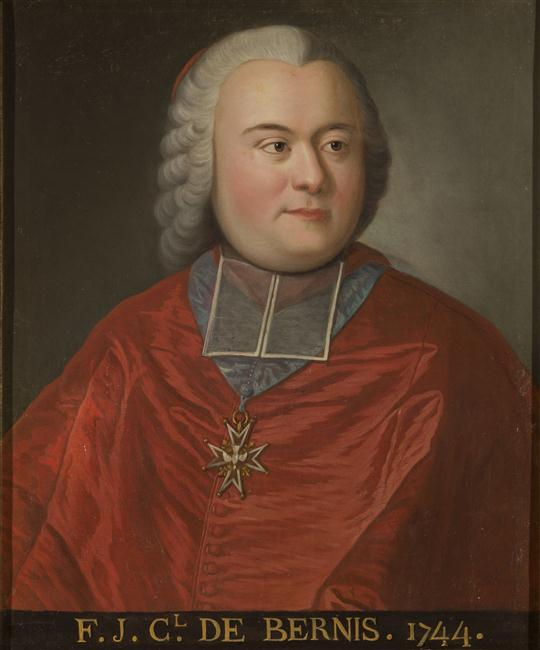
フランソワ＝ジョアシャン・ド・ピエール・ド・ベルニ

フランソワ＝ジョアシャン・ド・ピエール・ド・ベルニ（フランス語: François-Joachim de Pierre de Bernis、1715年5月22日 - 1794年11月3日）は、フランス王国の枢機卿、外交官。

## 生涯
1715年5月22日、貧しい貴族の家でサン＝マルセル＝ダルデシュにて生まれた。長男ではなかったため、当時の風習通り聖職者の道を歩み、リセ・ルイ＝ル＝グラン、ついでサン＝シュルピス教会の神学校で学んだ。19歳のときに一旦聖職者の道から離れて、貴族の家系であることを利用して裕福な家族に入り込もうとして成功、1744年にはアカデミー・フランセーズ会員に選出されたが、いずれも家計の問題を完全に解決するには至らなかった。この時期にポンパドゥール夫人に紹介され、夫人はベルニにテュイルリー宮殿での住居と1,500リーヴルの年金を与え、ベルニはさらにそのつてで1751年にヴェネツィア駐在フランス大使の職を得た。
ヴェネツィア駐在中はヴェネツィア共和国とローマ教皇ベネディクトゥス14世（在位：1740年 - 1758年）の紛争を調停してベネディクトゥス14世の信頼を得たため、副助祭に叙階され、1755年に帰国したときに教皇領の国務大臣に任命された。七年戦争直前の仏墺同盟の交渉にも関わったが、ベルニは同盟を一時的な試みとしか見ておらず、フランス軍を大規模な戦争に投入するつもりはなかった。そして、1757年6月28日にはフランス王ルイ15世によって外務大臣に任命されたが、ポンパドゥール夫人らの出費の多い政策に反対されたため1758年12月にはルイ15世によってソワソンの追放され、そこで6年間過ごした。追放直前に枢機卿に叙され、1764年にポンパドゥール夫人が死去したため、ベルニは呼び戻され、再び外務大臣に任命されそうになったがそれを拒否、代わりにアルビ大司教に就任した。
1769年ローマ教皇選挙ではローマでクレメンス14世の当選を助けたため、ローマ駐在フランス大使に任命され、そこで余生を送った。イエズス会の弾圧を推進したため、イエズス会を支持したピウス6世の治世（1775年 - 1799年）では疎まれ、フランス革命が勃発するとそれに敵対してほぼ無一文に陥った。しかし、イエズス会弾圧の功績を覚えていたスペイン宮廷から年金を与えられて救われた。1794年11月3日にローマで死去、サン・ルイジ・デイ・フランチェージ教会に埋葬された。1803年、ニームの聖堂に改葬された。死去から数十年経過した1878年、ベルニの回想録が出版された。